# Pidgeotto
Pidgeotto (japanski: ピジョン Pijon) jedan je od 1025 fiktivnih vrsta Pokémona iz medijske franšize Pokémon, skupa Pokémon videoigara, animiranih serija, manga stripova, knjiga, igraćih karata i drugih medija kojima je tvorac Satoshi Tajiri. Svrha je Pidgeotta u videoigrama, animiranoj seriji i manga stripovima, kao i svrha ostalih Pokémona, borba s divljim Pokémonima – neukroćenim stvorenjima koje igrači i likovi pronalaze dok kreću na razne avanture – i pripitomljenim Pokémonima drugih Pokémon trenera.

## Etimologijaimena
Ime Pidgeotto preinaka je imena Pidgey, Pokémona iz kojeg se razvija, a temelji se na engleskoj riječi "pigeon" = golub. Japansko ime, Pijon, također je izvedeno iz engleske riječi "pigeon".

## Pokédex podaci
- Pokémon Red/Blue: Veoma zaštitnički nastrojen prema svom teritoriju, ovaj Pokémon žustro će napasti svakog uljeza.
- Pokémon Yellow: Ovaj je Pokémon prepun vitalnosti. Neprekidno leti uokolo svog velikog teritorija u potrazi za plijenom.
- Pokémon Gold: Posjeduje izvanredan vid. Koliko god visoko leti, sposoban je uočiti plijen na tlu.
- Pokémon Silver: Imobilizira plijen svojim kandžama, a zatim ga odnosi natrag u gnijezdu i do 20 metara udaljenosti.
- Pokémon Crystal: Polako leti kružnim uzorkom, držeči oko na tlu u potrazi za plijenom.
- Pokémon Ruby/Sapphire: Pidgeotto posjeduje velik teritorij. Leti uokolo, patrolirajući svoj životni prostor. Ako je njegov teritorij narušen, nesmiljeno će napasti uljeza oštrim kandžama.
- Pokémon Emerald: Ovaj Pokémon leti uokolo, patrolirajući svoj veliki teritorij. Ako je njegov životni prostor narušen, ne pokazuje milost uljezima napadajući ga oštrim kandžama.
- Pokémon FireRed: Kandže na njegovim stopalima veoma su razvijene. Može nostiti plijen poput Exeggcutea natrag u gnijezdo i do 20 metara udaljenosti.
- Pokémon LeafGreen: Veoma teritorijalan prema svom životnom prostoru, ovaj će Pokémon žustro kljucati svakog uljeza.
- Pokémon Diamond/Pearl/Platinum: Leti uokolo svog širokog teritorija u potrazi za plijenom, napadajući ga oštrim kandžama.

## U videoigrama
Pojavljuje se na Stazama 14, 15 i 21 u igrama Pokémon Red, Blue i Yellow. U igrama Pokémon FireRed i LeafGreen, pronalazi ga se na Stazama 13-15, Veznom mostu na Trećem otoku, Šumi bobica, i Livadi Petog otoka. 
Kao razvijeni oblik Pidgeyja, Pidgeotto je rjeđi primjer od svog nerazvijenog oblika. Njegove su statistike većinom prosječne ili niske, dok je njegov Speed status visok, čineći ga brzim protivnikom. U igri Pokémon XD: Gale of Darkness moguće je pronaći Shadow Pidgeotta.

## Tehnike
| Prirodne tehnike                | Prirodne tehnike | Prirodne tehnike |
| ------------------------------- | ---------------- | ---------------- |
| Tehnika                         | Vrsta tehnike    | Razina           |
| Obaranje (Tackle)               | Normalni         |                  |
| Napad pijeskom (Sand-attack)    | Zemljani         |                  |
| Zamah (Gust)                    | Leteći           |                  |
| Brzi napad (Quick Attack)       | Normalni         |                  |
| Vihor (Whirlwind)               | Leteći           |                  |
| Tornado (Twister)               | Zmaj             | 22               |
| Pernati ples (Featherdance)     | Leteći           | 27               |
| Okretnost (Agility)             | Psihički         | 32               |
| Napad krilima (Wing Attack)     | Leteći           | 37               |
| Lijeganje (Roost)               | Leteći           | 42               |
| Prijateljski vjetar (Tailwind)  | Leteći           | 47               |
| Zrcalno kretanje (Mirror Move)  | Leteći           | 52               |
| Zračno razrezivanje (Air Slash) | Leteći           | 57               |

## Statistike
| HP:      | 63 |  |
| Attack:  | 60 |  |
| Defense: | 55 |  |
| Special: | 50 |  |
| SpAtk:   | 50 |  |
| SpDef:   | 50 |  |
| Speed:   | 71 |  |

Statistika Special korištena je samo tijekom prve generacije; kasnije je podijeljenja na Special Attack i Special Defense statistike.

## U animiranoj seriji
U Pokémon animiranoj seriji, Ash Ketchum hvata Pidgeotta u jednoj od prvih epizoda. Često je korišten radi otpuhivanja Weezingovih Dimnih zavjesa (Smokescreen) i pucanja balona Tima Raketa. Ostao je jedan od članova Ashova tima kroz Indigo ligu. Kada je Pidgeotto pomogao spasiti Pokémone blizu grada Palleta pritom se razvivši u Pidgeota, Ash je odlučio ostaviti ga tamo radi zaštite prije nastavljanja putovanja prema Orange otocima.
Mnogo kasnije, u Hoennu, stari trener s Pidgeottom podučava Ashova Swellowa, koji pokušava naučiti Zračnog asa (Aerial Ace).